# The Voice TV Norge
The Voice TV Norge foi um canal de televisão norueguês de música voltado a exibição de videoclipes fundado em 2004. Em 23 de janeiro de 2012, foi substituído pelo VOX na televisão e ficou disponível apenas de forma online. O canal é de propriedade da SBS Broadcasting e transmitido a partir de Londres.